# Radu Costin Vasilică
Radu Costin Vasilică (n. 2 iunie 1976, București, România) este un fost politician român. Între 2004 și 2008 a fost consilier județean în cadrul Consiliului Județean Argeș.
A fost ales deputat în legislaturile 2008-2012, 2012-2016, 2016-2020, din partea Partidului Social Democrat.